# Smaliavitchy
Smaliavitchy (en biélorusse : Смалявічы ; en łacinka : Smalavičy) ou Smolievitchy (en russe : Смолевичи ; en polonais : Smolewicze) est une ville de la voblast de Minsk, en Biélorussie, et le centre administratif du raïon de Smaliavitchy. Sa population s'élevait à 16 643 habitants en 2017.

## Géographie
Smaliavitchy se trouve à 36 km au nord-est du centre de Minsk.

## Histoire
Smaliavitchy est mentionné pour la première fois en 1448 dans une charte du grand-duché de Lituanie. Dans la seconde moitié du XVIe siècle, le village entra dans les possessions des Radziwill, qui le gardèrent pendant deux siècles. Le village et ses environs subir les ravages de la guerre russo-polonaise (1654-1667) puis de la grande guerre du Nord (1700-1721). Dans la première moitié du XVIIIe siècle, Smaliavitchy comptait 120 feux et un millier d'habitants. À la suite de la deuxième partition de la Pologne, en 1793, Smaliavitchy passa sous la souveraineté de l'Empire russe. Le village devint une possession des Wittgenstein. La gare ferroviaire « Wittgensteinskaïa » fut ouverte en 1871 sur la ligne Brest – Moscou, favorisant le développement de l'industrie. Après le traité de Riga (1921), Smaliavitchy devint soviétique puis le centre administratif d'un raïon de la république socialiste soviétique de Biélorussie, le 17 juillet 1924. Le village accéda au statut de commune urbaine le 27 septembre 1938.
Au cours de la Seconde Guerre mondiale, Smaliavitchy fut occupée par l'Allemagne nazie du 26 juin 1941 au 2 juillet 1944. La communauté juive représentait 20,5 % de la population en 1939 soit 1 385 personnes. Ses membres et ceux des villages voisins sont enfermés dans un ghetto puis assassinés lors d'exécutions de masse perpétrées de juillet 1941 à octobre 1942 faisant environ 2 000 victimes.
Smaliavitchy accéda au statut de ville le 7 mars 1968 et reçut ses symboles actuels en 1998. Elle est devenue une ville satellite de Minsk.

## Population
Recensements (*) ou estimations de la population :
| 1781 | 1796 | 1855 | 1897* | 1923* | 1926* |
| ---- | ---- | ---- | ----- | ----- | ----- |
| 450  | 737  | 800  | 2 757 | 3 333 | 3 120 |

| 1939  | 1959* | 1970* | 1979*  | 1989*  | 1999*  |
| ----- | ----- | ----- | ------ | ------ | ------ |
| 6 800 | 8 353 | 9 615 | 11 400 | 13 593 | 14 100 |

| 2009*  | 2013   | 2014   | 2015   | 2016   | 2017   |
| ------ | ------ | ------ | ------ | ------ | ------ |
| 15 092 | 15 449 | 15 605 | 15 861 | 16 547 | 16 643 |

## Personnalités liées à la ville
- Gavriil Tikhov (1875-1960), astronome biélorusse, pionnier de l'exobiologie.
- Antonina Koshel (1954-), gymnaste, championne olympique.
- Marina Lobatch (1970-), gymnaste rythmique biélorusse, championne olympique.

## Jumelage
- Mytichtchi (Russie)